# Kanton Rivière-Pilote
Kanton Rivière-Pilote is een voormalig kanton van het Franse departement Martinique. Kanton Rivière-Pilote maakte deel uit van het arrondissement Le Marin en telde 13.621 inwoners (2007). Het kanton had een oppervlakte van 35,78 km² en een dichtheid van 381 inwoners per vierkante kilometer. Het werd zoals alle kantons van Martinique opgeheven op 1 januari 2016.

## Gemeenten
Het kanton Rivière-Pilote omvatte uitsluitend de gemeente Rivière-Pilote